# HD 210204
HD 210204，又名CD-4814143，SAO 231005、HR 8440，是一颗恒星，视星等为6.43，位于銀經348.06，銀緯-52.39，其B1900.0坐标为赤經22h 3m 38.5s，赤緯-48° -52.39′ 47″。